# 咄陆
咄陸（至多c. 603-651），也作咄陸、咄六、都陸、都六，是西突厥汗国（c. 581-659）治下的一个部落联盟，是早期匈人-保加爾人的王族，还是老大保加利亞建國者一家的氏族，源於烏孫昆莫獵驕靡中子大祿。突骑施（699-766）可能是咄陆残部建立的。
這氏族在保加爾王族系譜中最早祖先是匈人阿提拉，這氏族也與烏孙、阿史那有關（早期咄陸是西突厥左廂）。伏爾加保加利亞與保加利亞第一帝國王族也是他們後人。
咄陆也与克烈部有关。哈薩克族大玉茲的杜拉特部是他們後裔。

## 名称
“咄陆”等名称可能是音译古突厥语*Tör-ok、*Turuk、*Tuğluq、Tölük、Türük、Tuğluğ（𐱃𐰆𐰍𐰞𐰍）等形式。
这与更早的欧诺古尔人（onogur）都意为“十箭”，不知是混淆还是有所联系。另外，此咄陆与保加尔人咄陆部的联系实际上没有证实。

## 历史
西突厥起初可能分为8部，与叙利亚、希腊记载一致：以弗所的约翰提到在室点密之外，突厥人还有8个统治者；卫兵米南德提到，室点密死后，西突厥分为8部。之后，两弩失毕部（阿悉结与哥舒）自我改革，又各自分2部，于是共有10部。因此，西突厥又称作Onoq“十箭”，即“十部”之意。其中5部由咄陆啜率领，另5部由弩失毕（俟斤）率领。
他们分布在巴尔喀什湖与天山之间，西邻弩失毕（西、南至锡尔河），边界在伊犁河与楚河附近，即巴尔喀什湖西南角向南延伸的一条线附近。弩失毕与西南方的粟特人有贸易往来。天山下来的河流支持着农业与城镇，因此形成了天然的商路。咄陆可能更偏游牧，控制着商路，获取经济收益。西突厥在邻近咄陆-弩失毕边界的碎叶建设有北牙（夏都），贞观三年（629年），玄奘在素叶水城（碎叶）见西突厥统叶护。玄奘在《大唐西域记》记述：“自凌山行四百余里至大清池……清池西北行五百余里至素叶水城，城周六七里，诸国商胡杂居也。”

## 记载
至少自曷娑那可汗（603）以来，新任可汗通常会得到咄陆或弩失毕的支持。638年，两派在伊犁河沿岸分离。
《旧唐书》《通典》等汉语文献记载了咄陆部的名称与头衔：
| 汉字记录         | 古突厥语           |
| ---------------- | ------------------ |
| 處木昆 (屈)律 啜 | *Čomuqun küli čor  |
| 胡祿屋 闕 啜     | *Uluğ oq kül čor   |
| 摄舍提 暾 啜     | *Čapšatā ton čor   |
| 突騎施 賀羅施 啜 | *Türügeš-Qalač čor |
| 鼠泥施 處半 啜   | *Šüŋiš čupan čor   |

## 脚注
1. ↑  Zuev (1960). p. 126.
2. ↑  Zuev (2004). p. 55-56
3. ↑  Baumer. p. 205
4. ↑  Golden (2012). p. 167
5. ↑  Klyashtorny, S. G. (1986). p. 169
6. ↑  Kenzheahmet. p. 302-304
7. ↑  Dobrovits, p. 81